# 200-летие победы России в Отечественной войне 1812 года (монеты)
200-летие победы России в Отечественной войне 1812 года — серия памятных монет Центрального банка Российской Федерации, посвящённых событиям Отечественной войны 1812 года

Отечественная война 1812 года (фр. Campagne de Russie pendant l'année 1812) — война между Россией и наполеоновской Францией на территории России в течение 1812 года.

## История выпуска
Все монеты данной серии отчеканены в 2012 году. Монета номиналом в 10 рублей изготавливается из стали с латунным гальваническим покрытием. Монеты номиналом 2 и 5 рублей — из стали с никелевым гальваническим покрытием. Весь выпуск дифференцирован на несколько тематик:

### Полководцы и герои Отечественной войны 1812 года
Монеты номиналом 2 рубля:
- Кутузов М. И.
- Барклай де Толли М. Б.
- Багратион П. И.
- Беннигсен Л. Л.
- Витгенштейн П. Х.
- Давыдов Д. В.
- Дохтуров Д. С.
- Дурова Н. А.
- Ермолов А. П.
- Кожина Василиса
- Кутайсов А. И.
- Милорадович М. А.
- Остерман-Толстой А. И.
- Раевский Н. Н.
- Платов М. И.
- Император Александр I

### Сражения и знаменательные события Отечественной войны 1812 года
Монеты номиналом 5 рублей:
- Смоленское сражение
- Бородинское сражение
- Тарутинское сражение
- Малоярославецкое сражение
- Бой при Вязьме
- Сражение при Красном
- Сражение при Березине
- Сражение у Кульма
- Лейпцигское сражение
- Взятие Парижа

### Монеты общей тематики 200-летия победы России в Отечественной войне 1812 года
- 2 рубля: Эмблема празднования 200-летия победы России в Отечественной войне 1812 года.
- 10 рублей: 200-летие победы России в Отечественной войне 1812 года.

## О монетах

### 2 рубля
| Изображение                                                                  | Описание | Примечание |
| ---------------------------------------------------------------------------- | --- | --- |
|                                                                              | В центре диска — обозначение номинала монеты в две строки: «2 РУБЛЯ», ниже — надпись: «БАНК РОССИИ», под ней — дата: «2012», справа и слева — стилизованный растительный орнамент.                          | Аверс |
|                                                                              | Рельефное изображение эмблемы празднования 200-летия победы России в Отечественной войне 1812 года, вдоль канта — круговая надпись: «200-ЛЕТИЕ ПОБЕДЫ В ОТЕЧЕСТВЕННОЙ ВОЙНЕ 1812 ГОДА», разделённая точкой. | - Дата выпуска: 2 мая 2012 года - Каталожный номер: 5710-0001 - Художник: А. Д. Щаблыкин. - Скульптор: Компьютерное моделирование. - Чеканка: Московский монетный двор (ММД). - Гурт: Прерывистое рифление. |
| Эмблема празднования 200-летия победы России в Отечественной войне 1812 года | | |

| Номинал | Качество      | Металл                                     | Диаметр, мм | Тираж, шт. |
| ------- | ------------- | ------------------------------------------ | ----------- | ---------- |
| 2 рубля | анциркулейтед | Сталь с никелевым гальваническим покрытием | 23,0        | 5 000 000  |

### 10 рублей
| Изображение | Описание | Примечание |
| --- | --- | --- |
| | В центре диска — обозначение номинала монеты «10 РУБЛЕЙ». Внутри цифры «0» — скрытые, видимые поочередно при изменении угла зрения изображения цифры «10» и надписи «РУБ». По окружности вдоль канта — надписи, вверху: «БАНК РОССИИ», внизу — дата: «2012», слева — стилизованное изображение оливковой ветви, справа — дубовой. | Аверс |
| | В центре диска — изображение Триумфальной арки в Москве, внизу вдоль канта — надпись: «ОТЕЧЕСТВЕННАЯ ВОЙНА 1812 ГОДА». | - Дата выпуска: 1 августа 2012 года - Каталожный номер: 5714-0017 - Художник: С. В. Сутягин. - Скульптор: А. А. Долгополова. - Чеканка: Санкт-Петербургский монетный двор (СПМД). - Гурт: 6 участков по 5 рифов и 6 участков по 7 рифов, чередующихся 12 гладкими участками. |
| В середине 1814 г., к торжественной встрече возвращавшихся из Западной Европы победоносных русских войск, у Тверской заставы (в конце нынешней улицы 1-й Тверской-Ямской) была сооружена деревянная Триумфальная арка. | | |

| Номинал   | Качество      | Металл                                    | Диаметр, мм | Тираж, шт. |
| --------- | ------------- | ----------------------------------------- | ----------- | ---------- |
| 10 рублей | анциркулейтед | Сталь с латунным гальваническим покрытием | 22,0        | 10 000 000 |

### 3 рубля
| Изображение | Описание | Примечание |
| ----------- | --- | --- |
|             | В центре — эмблема Банка России (двуглавый орёл с опущенными крыльями, под ним — надпись полукругом «БАНК РОССИИ»), обрамленная кругом из точек и надписями по кругу — вверху: «ТРИ РУБЛЯ», внизу: слева — обозначения драгоценного металла и пробы сплава, в центре — дата выпуска «2012 г.», справа — содержание химически чистого металла и товарный знак монетного двора. | Аверс |
|             | В центре диска монеты на зеркальном поле — трубач гусарского Ахтырского полка верхом на коне, за ним — походная войсковая колонна с оружием и штандартами, на дальнем плане — селение, поля со стогами и купами деревьев. Внизу — кивер над скрещённым оружием, штандартами и военной амуницией, под ними — надпись вдоль канта: «ОТЕЧЕСТВЕННАЯ ВОЙНА 1812 ГОДА».             | - Дата выпуска: 3 сентября 2012 года - Каталожный номер: 5111-0242 - Художник: С. В. Сутягин. - Скульптор: А. Н. Бессонов. - Чеканка: Санкт-Петербургский монетный двор (СПМД). - Оформление гурта: 300 рифлений. |

| Номинал | Качество | Металл, проба    | Масса общая, г | Содержание химически чистого металла не менее, г | Диаметр, мм   | Толщина, мм  | Тираж, шт. |
| ------- | -------- | ---------------- | -------------- | ------------------------------------------------ | ------------- | ------------ | ---------- |
| 3 рубля | пруф     | серебро 925/1000 | 33,94 (±0,31)  | 31,10                                            | 39,00 (±0,30) | 3,30 (±0,35) | 5 000      |

### 25 рублей
| Изображение | Описание | Примечание |
| ----------- | --- | --- |
|             | В центре — эмблема Банка России (двуглавый орёл с опущенными крыльями, под ним — надпись полукругом «БАНК РОССИИ»), обрамленная кругом из точек и надписями по кругу — вверху: «ДВАДЦАТЬ ПЯТЬ РУБЛЕЙ», внизу: слева — обозначения драгоценного металла и пробы сплава, в центре — дата выпуска «2012 г.», справа — содержание химически чистого металла и товарный знак монетного двора.              | Аверс |
|             | В центре диска монеты на зеркальном поле — сцена из партизанского движения осени 1812 года: два пленных солдата, согревающихся у костра в окружении четырёх партизан, вооружённых ружьём, топором и рогатиной, один из них верхом на лошади. Внизу — кивер над скрещённым оружием, штандартами и военной амуницией, под ними — надпись вдоль канта: «ОТЕЧЕСТВЕННАЯ ВОЙНА 1812 ГОДА».                  | - Дата выпуска: 3 сентября 2012 года - Каталожный номер: 5115-0075 - Художник: С. В. Сутягин. - Скульптор: Ф. С. Андронов. - Чеканка: Санкт-Петербургский монетный двор (СПМД). - Оформление гурта: 252 рифления. |
|             | На зеркальном поле диска монеты — группа из четырёх воинов с оружием и в униформах различных родов войск русской армии, участвовавших в Отечественной войне 1812 года, справа у канта — фигура коня, на дальнем плане слева — селение, справа — дымы пожарищ, внизу — кивер над скрещённым оружием, штандартами и военной амуницией, под ними — надпись вдоль канта: «ОТЕЧЕСТВЕННАЯ ВОЙНА 1812 ГОДА». | - Дата выпуска: 3 сентября 2012 года - Каталожный номер: 5115-0076 - Художник: С. В. Сутягин. - Скульптор: А. Н. Бессонов. - Чеканка: Санкт-Петербургский монетный двор (СПМД). - Оформление гурта: 252 рифления. |

| Номинал   | Качество | Металл, проба    | Масса общая, г | Содержание химически чистого металла не менее, г | Диаметр, мм   | Толщина, мм  | Тираж, шт. |
| --------- | -------- | ---------------- | -------------- | ------------------------------------------------ | ------------- | ------------ | ---------- |
| 25 рублей | пруф     | серебро 925/1000 | 169,00 (±0,85) | 155,50                                           | 60,00 (±0,50) | 6,60 (±0,50) | 2 000      |

### 500 рублей
| Изображение | Описание | Примечание |
| ----------- | --- | --- |
|             | В центре — эмблема Банка России (двуглавый орёл с опущенными крыльями, под ним — надпись полукругом «БАНК РОССИИ»), обрамленная кругом из точек и надписями по кругу — вверху: «ПЯТЬСОТ РУБЛЕЙ», внизу: слева — обо-значения драгоценного металла, пробы сплава и содержания химически чистого металла, в центре — год выпуска «2012 г.», справа — порядковый номер монеты «№ ___» и товарный знак монетного двора, у канта по вертикальной и горизонтальной осям диска — четыре орнаментальных фрагмента, соединённые двумя концентрическими линиями. | Аверс |
|             | На зеркальном поле диска — сцена Бородинского сражения: слева и внизу — рельефные и контурные изображения насту-пающих войск наполеоновской армии, в центре — окоп с обороняющимися солдатами, за ним справа и вверху — рельефные и контурные изображения войск русской армии, на дальнем плане слева — храм, справа — редут. Вверху у кан-та — изображение иконы Смоленской Богоматери, внизу — кивер над скрещённым оружием, штандартами и военной амуницией, под ними — надпись вдоль канта: «ОТЕЧЕСТВЕННАЯ ВОЙНА 1812 ГОДА».                       | - Дата выпуска: 26 ноября 2012 года - Каталожный номер: 5123-0001 (недоступная ссылка) - Художник: А. А. Брынза (аверс), С. В. Сутягин (реверс). - Скульптор: Компьютерное моделирование (аверс), А. Н. Бессонов (реверс). - Чеканка: Санкт-Петербургский монетный двор (СПМД). - Оформление гурта: 390 рифлений. |

| Номинал    | Качество  | Металл, проба    | Масса общая, г           | Содержание химически чистого металла не менее, г | Диаметр, мм            | Толщина, мм            | Тираж, шт. |
| ---------- | --------- | ---------------- | ------------------------ | ------------------------------------------------ | ---------------------- | ---------------------- | ---------- |
| 500 рублей | Пруф-лайк | серебро 925/1000 | 5035,01 (+5,00) (-30,00) | 5000                                             | 150,00 (+0,80) (-0,40) | 32,70 (+0,50) (- 0,90) | 50         |

### 50 рублей
| Изображение | Описание | Примечание |
| ----------- | --- | --- |
|             | В центре диска — эмблема Банка России (двуглавый орёл с опущенными крыльями, под ним — надпись полукругом «БАНК РОССИИ»), обрамленная кругом из точек и надписями по кругу — вверху: «ПЯТЬДЕСЯТ РУБЛЕЙ», внизу: слева — обозначения драгоценного металла и пробы сплава, в центре — дата выпуска «2012 г.», справа — содержание химически чистого металла и товарный знак монетного двора. | Аверс |
|             | В центре диска монеты — портрет М. И. Кутузова в военном мундире, внизу — кивер над скрещённым оружием, штандартами и военной амуницией, под ними — надпись вдоль канта: «ОТЕЧЕСТВЕННАЯ ВОЙНА 1812 ГОДА». | - Дата выпуска: 3 сентября 2012 года - Каталожный номер: 5216-0087 - Художник: С. В. Сутягин. - Скульптор: А. А. Долгополова. - Чеканка: Санкт-Петербургский монетный двор (СПМД). - Оформление гурта: 134 рифлений. |

| Номинал   | Качество | Металл, проба   | Масса общая, г | Содержание химически чистого металла не менее, г | Диаметр, мм   | Толщина, мм  | Тираж, шт. |
| --------- | -------- | --------------- | -------------- | ------------------------------------------------ | ------------- | ------------ | ---------- |
| 50 рублей | пруф     | золото 999/1000 | 7,89 (±0,10)   | 7,78                                             | 22,60 (±0,15) | 1,60 (±0,20) | 1000       |

### 25 000 рублей
| Изображение | Описание | Примечание |
| ----------- | --- | --- |
|             | в центре диска на зеркальном поле — эмблема Банка России (двуглавый орёл с опущенными крыльями, под ним — надпись полукругом «БАНК РОССИИ»), над ней вверху — надпись по кругу: «ДВАДЦАТЬ ПЯТЬ ТЫСЯЧ РУБЛЕЙ», под эмблемой внизу — дата выпуска «2012 г.», слева — обозначения драгоценного металла, его пробы и содержания химически чистого металла, справа — порядковый номер монеты № ___ и товарный знак монетного двора; вдоль канта — две концентрические линии с четырьмя декоративными элементами, расположенными по вертикальной и горизонтальной осям диска. | Аверс |
|             | В центре диска на зеркальном поле — изображение храма Христа Спасителя в Москве, вокруг него на лавровом венке в медальонах — портреты Александра I, М. И. Кутузова, П. Х. Витгенштейна, Д. В. Давыдова, П. И. Багратиона и М. Б. Барклая де Толли, внизу — кивер над скрещённым оружием, штандартами и военной амуницией, под ними — надпись полукругом: «ОТЕЧЕСТВЕННАЯ ВОЙНА 1812 ГОДА». | - Дата выпуска: 1 ноября 2012 года - Каталожный номер: 5225-0003 - Художник: А. А. Брынза - Скульптор: Компьютерное моделирование (аверс), А. А. Долгополова, Л. А. Евдокимова, Ф. С. Андронов, А. В. Бакланов, народный художник России (реверс). - Чеканка: Санкт-Петербургский монетный двор (СПМД). - Оформление гурта: 320 рифлений. |

| Номинал       | Качество  | Металл, проба   | Масса общая, г   | Содержание химически чистого металла не менее, г | Диаметр, мм            | Толщина, мм   | Тираж, шт. |
| ------------- | --------- | --------------- | ---------------- | ------------------------------------------------ | ---------------------- | ------------- | ---------- |
| 25 000 рублей | пруф-лайк | золото 999/1000 | 3013,46 (±10,45) | 3000,0                                           | 120,00 (+0,80) (-0,40) | 16,00 (±0,75) | 50         |